# Toeltsjyn
Toeltsjyn (Oekraïens: Тульчин) is een stad en gemeente in de Oekraïense oblast Vinnytsja  met 15.655 inwoners (2005).

## Geboren in Toeltsjyn
- Sophie Tucker (oorspronkelijk: Sonia Kalish; 1887-1966), Amerikaans zangeres en comédienne